# Лесно-Полянское сельское поселение
Лесно́-Поля́нское се́льское посе́ление — сельское поселение в Шацком районе Рязанской области. Поселение утверждено 14 апреля 2009 года, советом депутатов муниципального образования Лесно-Полянское сельское поселение, в связи с законом «О наделении муниципального образования — Шацкий район статусом муниципального района», принятый Рязанской областной Думой 22 сентября 2004 года.
Административный центр — посёлок Лесная Поляна.

## История
В советский период все 3 поселка являлись отделениями совхоза «Шацкий», то есть пос. Лесная Поляна — 1-е отделение; пос. Садовый — 2-е отделение; пос. Вачкас — 3-е отделение.
Законом Рязанской области от 11 мая 2017 года № 24-ОЗ, были преобразованы, путём их объединения, Лесно-Полянское и Криволуцкое сельские поселения — в Лесно-Полянское сельское поселение с административным центром в посёлке Лесная Поляна.

## Население
| 2010 | 2011 | 2012 | 2013 | 2014 | 2015 | 2016 |
| ---- | ---- | ---- | ---- | ---- | ---- | ---- |
| 773  | ↗781 | ↘734 | ↘707 | ↘698 | ↘675 | ↘672 |
| 2017 | 2018 | 2019 | 2020 | 2021 |      |      |
| ↘643 | ↗934 | ↘902 | ↘872 | ↗881 |      |      |

## Состав сельского поселения
В состав сельского поселения входят 10 населённых пунктов:
- Александровка (деревня) — 2[14]
- Апушка (село) — 250[14]
- Вачкас (посёлок) — 307[14]
- Кривая Лука (село) — 259[14]
- Криволуцкие Дворики (посёлок) — 0[14]
- Лесная Поляна (посёлок, административный центр) — 326[14]
- Мельница (деревня) — 6[14]
- Садовый (посёлок) — 148[14]
- Славка (деревня) — 1[14]
- Старая Покровка (село) — 39[14]